# Karaoun
Karaoun (en árabe القرعون, tr. Āl-Qārʿūn) es una localidad ubicada en el suroeste del Líbano, a orillas del lago Qaraoun, en el distrito de la Bekaa Occidental, en el valle de la Bekaa.
En esta localidad existe una gran cantidad de personas que han emigrado desde países como Colombia, Brasil, Panamá, Venezuela, Canadá, entre otros.
Un 95% de la población es de religión musulmana suní, y un 5% de religión cristiana.
Su población es de aproximadamente unas 2.000 personas y, junto con quienes se encuentran en el exterior, sumaría aproximadamente unas 5.000 personas.
Posee una extensión de 11 kilómetros, donde se erigen unas bellísimas casas elaboradas con piedra en el exterior. Además, a las orillas del lago Qaraoun se practica la pesca y deportes acuáticos.
En Karaoun se hablan muchos idiomas, entre los cuales el árabe libanés es el principal idioma, el español es el segundo y el tercero es el inglés. El español es un idioma muy popular gracias a que varios latinoaméricanos, entre los cuales se destacan los colombianos, han emigrado a esta población.
Karaoun tiene como poblaciones fronterizas a Baaloul y Al Gharbi.
Karaoun posee a su favor la fuente de energía eléctrica y la fuente de agua que son indispensables para el cultivo de olivos y uvas.
Pueblos aledaños tales como Mdoukha son igualmente hermosos.
Las personas de Karaoun escuchan música de diversos orígenes, debido al intercambio cultural, como dabke, trance y reguetón.